# Hildebrando Castro Pozo
Hildebrando Castro Pozo, (Ayabaca, 9 de septiembre de 1890 - Lima, 1 de septiembre de 1945) fue un maestro, sociólogo y político peruano. Escribió diversos estudios sociológicos sobre las comunidades indígenas y participó en varios certámenes científicos sociales.

## Biografía
Hijo de Santiago Castro y Flora Pozo. Cursó su educación secundaria en el Instituto de Piura, pero antes de culminarla, abandonó su hogar y viajó a Panamá, donde vivió cinco años, dedicado a diversos oficios (1904-1909). De vuelta al Perú, pasó a Lima donde culminó sus estudios escolares e ingresó a la Universidad Nacional Mayor de San Marcos en 1911. 
Para ganarse el sustento se dedicó a la docencia. Fue profesor en el Instituto Lima (1911-1916) y en el Colegio Nacional San José de Jauja (1916-1918). Luego pasó a laborar en el Ministerio de Fomento, primero como auxiliar de la sección de Estadística de la Dirección de Agricultura (1918-1919), y luego de la sección de Trabajo, así como jefe de la sección de Asuntos Indígenas (1920-1923). Desde este cargo promovió la organización de los congresos indígenas Tahuantinsuyo. Esta experiencia tuvo gran importancia en su desarrollo como intelectual, al reunir valiosa información sobre los problemas de la tierra y del indígena peruano, que se sumaron a los obtenidos por su propia experiencia en los pueblos de la sierra y costa peruana.
Como estudiante perteneció a los grupos universitarios que lucharon por la jornada de las ocho horas. En 1919 se graduó de bachiller en Jurisprudencia con una tesis sobre «El problema sociológico-legal de las comunidades de indígenas».
Por oponerse a la reelección del presidente Augusto B. Leguía, en 1923 fue desterrado hacia Hamburgo, pero en el trayecto logró desembarcar en Panamá. Allí ejerció la docencia en diversos planteles. En abril de 1924 retornó temerariamente al Perú, siendo apresado. Liberado, se recibió como abogado en 1925. El gobierno, para tenerlo alejado de la capital, lo nombró profesor del Colegio Nacional San Miguel de Piura (1925-1931). 
Fue uno de los miembros del Partido Socialista fundado por Luciano Castillo Colonna en 1930, agrupación política nacida en respuesta a lo hecho por Eudocio Ravines, que cambió el nombre de Socialista al partido que José Carlos Mariátegui fundara en 1928, renombrándolo como Comunista. En 1931 fue elegido diputado por Piura, al Congreso Constituyente de 1931, que sesionó hasta 1936.
Luego fue profesor del Colegio Nacional Nuestra Señora de Guadalupe (1940-1944) y asesor técnico de la Dirección de Asuntos Indígenas del Ministerio de Justicia y Trabajo (1942-1944). 

## Obras

### Narrativa
- Celajes de sierra (1923), relatos.
- Renuevo de peruanidad (1934), novela.

### Ensayo
- Nuestra comunidad indígena (1924 y 1979)
- Del ayllu al cooperativismo socialista (1936)
- El yanaconaje en las haciendas de Piura (póstuma, 1947).

Sus ideas influyeron en el pensamiento de José Carlos Mariátegui.